# Liga Mexicana de Béisbol 1948
La Temporada 1948 de la Liga Mexicana de Béisbol fue la edición número 24. Se mantienen los mismos 6 equipos de la temporada anterior. El calendario constaba de 88 juegos en un rol corrido, el equipo con el mejor porcentaje de ganados y perdidos se coronaba campeón de la liga.
Los Industriales de Monterrey obtuvieron el tercer título y primer bicampeonato de su historia al terminar en primer lugar con marca de 50 ganados y 35 perdidos, con 3 juegos de ventaja sobre los Pericos de Puebla. El mánager campeón fue Lázaro Salazar.

## Equipos participantes
| Liga Mexicana de Béisbol 1948 |           |                                  |                 |           |
| Equipo                        | Fundación | Ciudad                           | Estadio         | Capacidad |
| Alijadores de Tampico         | 1937      | Tampico, Tamaulipas              | Alijadores      | 7,000     |
| Azules de Veracruz            | 1940      | México, D. F.                    | Delta           | 20,000    |
| Diablos Rojos del México      | 1940      | México, D. F.                    | Delta           | 20,000    |
| Industriales de Monterrey     | 1939      | Monterrey, Nuevo León            | Cuauhtémoc      | 8,000     |
| Pericos de Puebla             | 1938      | Puebla, Puebla                   | Puebla          | 5,000     |
| Tuneros de San Luis           | 1926      | San Luis Potosí, San Luis Potosí | 20 de Noviembre | 6,500     |

## Posiciones
| Liga Mexicana de Béisbol | Liga Mexicana de Béisbol | Liga Mexicana de Béisbol | Liga Mexicana de Béisbol | Liga Mexicana de Béisbol |
| Equipo                   | JG                       | JP                       | PCT                      | JV                       |
| ------------------------ | ------------------------ | ------------------------ | ------------------------ | ------------------------ |
| Monterrey                | 50                       | 35                       | .588                     | -                        |
| Puebla                   | 47                       | 38                       | .553                     | 3.0                      |
| Tampico(1)               | 34                       | 33                       | .507                     | 7.0                      |
| México                   | 44                       | 44                       | .500                     | 7.5                      |
| Veracruz                 | 43                       | 43                       | .500                     | 7.5                      |
| San Luis(1)              | 21                       | 46                       | .312                     | 20.0                     |

| Campeón de la Liga |

1 Abandonaron la liga después de 67 juegos.

## Juego de Estrellas
El Juego de Estrellas de la LMB se realizó el 16 de septiembre en el Parque Delta en México, D. F. La selección de Mexicanos se impuso a la selección de Extranjeros 3 carreras a 2 en un juego que terminó en 10 entradas.

## Designaciones
Se designó como novato del año a Felipe Montemayor de los Industriales de Monterrey.

## Acontecimientos relevantes
- 3 de abril: El cubano Roberto Ortiz, de los Diablos Rojos del México, inicia su cadena de batear de hit en 35 juegos consecutivos hasta el día 5 de junio, cuando Guillermo López de los Pericos de Puebla frena la cadena.[3]
- 10 de abril: Manuel García de los Alijadores de Tampico le lanza juego sin hit ni carrera de 9 entradas a los Azules de Veracruz, en un partido disputado en Tampico, Tamaulipas y que terminó con marcador de 2-0.